# William Harcourt (2e vicomte Harcourt)
Pour les articles homonymes, voir William Harcourt.
William Edward Harcourt, 2e vicomte Harcourt, né le 5 octobre 1908 à Londres et mort le 3 janvier 1979 à Chelsea (Londres), est un aristocrate et homme d'affaires britannique.

## Jeunesse
Né à Londres, William Harcourt est le quatrième et dernier enfant mais unique fils de Lewis Harcourt (1863–1922) et Mary Ethel Burns (1874–1961), une héritière américaine qui en 1918, est nommée Dame commandeur de l'ordre de l’Empire britannique. Doris Harcourt, mondaine et membre des Bright Young Things, est sa sœur aînée.
Il est un petit-fils de William Harcourt (1827-1904), homme politique et chancelier de l'Échiquier. Il est baptisé le 9 novembre à St Mary Undercroft à la Chambre des communes. Il est nommé d'après le roi Édouard VII, son parrain. Sa mère est une nièce du banquier John Pierpont Morgan et une cousine germaine de J. P. Morgan, Jr.
Les titres de comte, vicomte et baron Harcourt appartenaient auparavant à la famille jusqu'à ce que la lignée masculine de cette branche s'éteigne en 1830. En 1917, le titre de vicomte Harcourt est rétabli au profit de son père, ainsi que le titre subsidiaire de baron Nuneham. Il fait ses études au collège d'Eton et y est encore écolier lorsqu'il hérite du titre à la mort de son père en 1922. Il fréquente ensuite Christ Church à Oxford.

## Carrière
Après Oxford, Harcourt passe la majeure partie de sa vie à Londres. En 1931, il est directeur général de Morgan, Grenfell & Co. dont il est président de 1968 à 1973. Il est également président de la Legal and General Assurance Society de 1958 à 1977.
Il siège dans plusieurs comités nationaux, dont le Radcliffe Committee on Monetary and Credit Policy, de 1957 à 1959 et le Plowden Committee on Overseas Representational Services, de 1962 à 1964. Harcourt est chef de la délégation du Trésor britannique à l'ambassade britannique à Washington, D.C. de 1954 à 1957, ainsi que directeur exécutif du Fonds monétaire international et de la Banque internationale pour la reconstruction et le développement.
De 1965 à sa mort, il est président du comité des gouverneurs du musée de Londres. À partir de 1958, il est président de l'Oxford Preservation Trust et en 1975, il devient président des fiduciaires de la Rhodes House.
Pendant la Seconde Guerre mondiale, Harcourt sert avec le Queen's Own Oxfordshire Hussars, le 63rd (Oxford Yeomanry) Anti-Tank Regiment Royal Artillery . Il est nommé membre de l'Ordre de l'Empire britannique (MBE), division militaire, en février 1943 et officier dans le même ordre (OBE) lors des anniversaires de 1945.
En 1952, il est nommé sous-lieutenant pour l'Oxfordshire, et de 1963 à sa mort, il est vice-lieutenant de l'Oxfordshire. Alors qu'il vit à Washington, Harcourt est fait chevalier commandeur de l'ordre de Saint-Michel et Saint-Georges lors des honneurs du Nouvel An 1957.

## Vie privée
Harcourt se marie deux fois; tout d'abord en 1931 avec Maud Elizabeth Grosvenor, fille de Francis Egerton Grosvenor, 4e baron Ebury et Mary Adela Glasson. Ils ont trois filles avant la dissolution du mariage en 1942 :
- Elizabeth Ann Harcourt (1932–2020), qui épouse Crispin Gascoigne, fils du major-général Julian Alvery Gascoigne ;
- Penelope Mary Harcourt (1933-2023), qui épouse le major Anthony David Motion, fils du major Malcolm Davie Motion[4] ;
- Virginia Vernon Harcourt (née en 1937), qui épouse Julian Francis Wells, fils d'Arthur Quinton Wells, ancien haut shérif de l'Oxfordshire.

En 1946, Harcourt épouse Elizabeth Sonia Gibbs, fille d'Harold Snagge et veuve du capitaine Lionel Gibbs. Elle est décédée en 1959.
Il meurt à Chelsea, à Londres, à l'âge de 70 ans. Le manoir et le reste du domaine de Stanton Harcourt passent à sa fille aînée Elizabeth, mais le titre de vicomte demeure éteint.